# Viz Media
Viz Media, LLC – amerykańskie wydawnictwo z siedzibą w San Francisco w Kalifornii, specjalizujące się w wydawaniu mangi oraz w dystrybucji i licencjonowaniu anime, a także japońskich filmów i seriali.

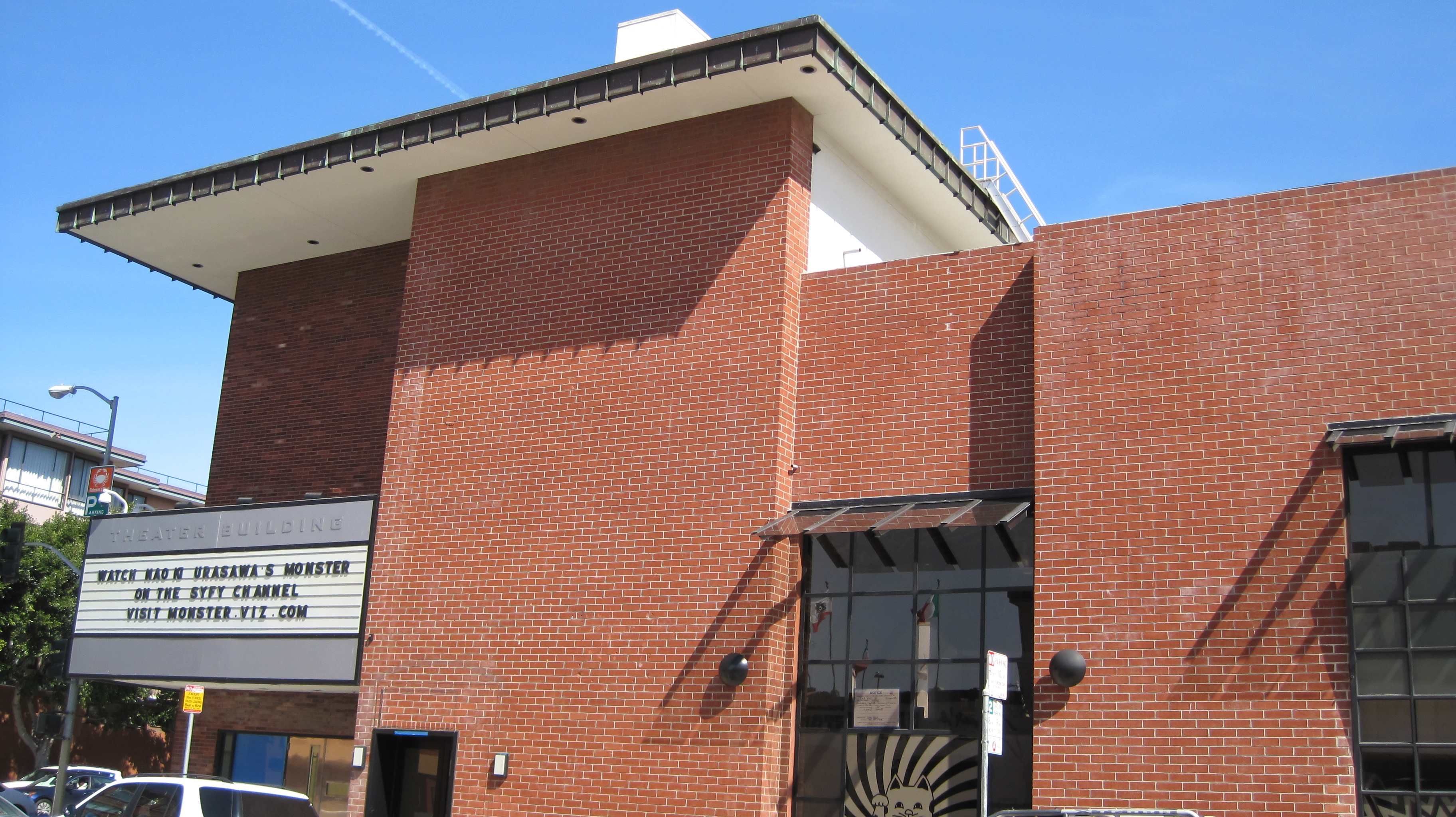
Dawna siedziba wydawnictwa w San Francisco

Przedsiębiorstwo powstało w 1986 roku pod nazwą Viz, LLC. W 2005 roku połączyło się z ShoPro Entertainment, tworząc obecną spółkę Viz Media. Jej właścicielami są japońskie koncerny wydawnicze Shūeisha i Shōgakukan oraz firma produkcyjna Shōgakukan-Shūeisha Productions (ShoPro). W 2017 roku Viz Media zajmowało pozycję lidera wśród wydawców powieści graficznych w Stanach Zjednoczonych na rynku księgarskim, osiągając 23% udziału.